# Punto de restauración
Un Punto de restauración es una copia de seguridad de la información contenida en un computador y que se clasifica con una fecha y hora específica. Estos puntos son creados automáticamente por programas de restauración como GoBack o inclusive por la función "Restaurar Sistema", incluida en varias versiones de Microsoft Windows.